# Margaret Mac Neil
Hannah Margaret McNair Mac Neil oder kurz Maggie Mac Neil (* 26. Februar 2000 in Jiujiang, China) ist eine kanadische Schwimmerin. Sie wurde im Jahr 2021 Olympiasiegerin über 100 m Schmetterling.

## Persönliches
Mac Neil wurde im chinesischen Jiujiang geboren. Sie wuchs in London in der kanadischen Provinz Ontario auf. Von 2018 bis 2022 studierte und schwamm sie an der University of Michigan, 2024 machte sie ihren Master in Sport-Management an der Louisiana State University. Sie gewann zwei Meistertitel der National Collegiate Athletic Association für Michigan und einen für Louisiana.

## Karriere
Mac Neil verzichtete 2018 auf die Teilnahme an den Pan Pacific Swimming Championships in Tokio, stattdessen nahm sie an den Junior Pan Pacific Championships in Suva teil. Dort gewann sie einmal Gold, zweimal Silber und einmal Bronze.

### Weltmeisterschaften 2019 mit dem ersten Titelgewinn
Bei den Weltmeisterschaften in Gwangju gewann Mac Neil über 100 Meter Schmetterling mit einer Zeit von 55,83 Sekunden Gold vor Weltrekordhalterin Sarah Sjöström aus Schweden. In den Staffelwettbewerben über 4 × 100 m Freistil und 4 × 100 m Lagen gewann sie zwei Bronzemedaillen.

### 2021 mit Olympiagold
Bei den 2021 ausgetragenen Olympischen Spielen in Tokio wurde sie Olympiasiegerin über 100 Meter Schmetterling. Die kanadische 4-mal-100-Meter-Freistilstaffel mit Kayla Sanchez, Margaret Mac Neil, Rebecca Smith und Penny Oleksiak erkämpfte die Silbermedaille mit drei Sekunden Rückstand auf die Australierinnen und drei Hundertstelsekunden vor dem Quartett aus den Vereinigten Staaten. Die Lagenstaffel mit Kylie Masse, Sydney Pickrem, Margaret Mac Neil und Penny Oleksiak wurde Dritte hinter den Australierinnen und dem US-Team.
Ende des Jahres fanden die Kurzbahnweltmeisterschaften in Abu Dhabi statt. Im Auftaktwettbewerb in der 4-mal-100-Meter-Freistilstaffel schlugen die beiden nordamerikanischen Staffeln gleichzeitig an. Für Kanada erkämpften Kayla Sanchez, Margaret Mac Neil, Rebecca Smith und Katerine Savard die Goldmedaille, im Vorlauf war Bailey Andison geschwommen. Mac Neil gewann außerdem die Einzeltitel über 50 Meter Rücken und über 100 Meter Schmetterling. Dabei stellte sie über 50 Meter Rücken in 25,27 Sekunden einen neuen Weltrekord auf. Die 4-mal-100-Meter-Lagenstaffel mit Masse, Pickrem, Mac Neil und Sanchez wurde Zweite mit über einer Sekunde Rückstand auf die Schwedinnen und fünf Hundertstelsekunden Vorsprung vor den Chinesinnen. Eine weitere Goldmedaille gewann die 4-mal-50-Meter-Mixed-Freistilstaffel mit Joshua Liendo, Yuri Kisil, Kayla Sanchez und Margaret Mac Neil. Für ihren Einsatz im Vorlauf erhielten auch Rebecca Smith und Katerine Savard eine Goldmedaille.

### 2022 mit den Commonwealth Games
Ende Juni 2022 bei den Weltmeisterschaften in Budapest erschwamm die 4-mal-100-Meter-Freistilstaffel mit Kayla Sanchez, Taylor Ruck, Margaret Mac Neil und Penny Oleksiak die Silbermedaille hinter den Australierinnen. Die Lagenstaffel mit Kylie Masse, Rachel Nicol, Margaret Mac Neil und Penny Oleksiak wurde Dritte hinter dem US-Quartett und den Australierinnen. Die 4-mal-100-Meter-Mixed-Freistilstaffel erschwamm die Silbermedaille, hier war Mac Neil nur im Vorlauf dabei.
Während Margaret Mac Neil bei den Weltmeisterschaften nicht in einem Einzelwettbewerb angetreten war, siegte sie einen Monat später bei den Commonwealth Games in Birmingham über 100 Meter Schmetterling und hatte dabei zwei Hundertstelsekunden Vorsprung vor der Australierin Emma McKeon. Über 50 Meter Schmetterling siegte McKeon, Margaret Mac Neil hatte als Vierte 0,27 Sekunden Rückstand auf die Siegerin. Mac Neil gewann Bronze mit der 4-mal-100-Meter-Freistilstaffel und Silber mit der 4-mal-100-Meter-Lagenstaffel. Die Mixed-Freistilstaffel wurde ebenfalls Dritte und die Mixed-Lagenstaffel ebenfalls Zweite.
Ende 2022 bei den Kurzbahnweltmeisterschaften 2022 in Melbourne gewann die 4-mal-100-Meter-Freistilstaffel die Bronzemedaille hinter den Australierinnen und dem Quartett aus den Vereinigten Staaten. Über 50 Meter Schmetterling siegte Margaret Mac Neil zeitgleich mit Torri Huske aus den USA. Über 50 Meter Rücken verbesserte Mac Neil ihren eigenen Weltrekord aus dem Vorjahr auf 25,25 Sekunden, sie hatte 0,29 Sekunden Vorsprung vor Claire Curzan aus den Vereinigten Staaten. Mit der 4-mal-50-Meter-Lagenstaffel belegte Mac Neil den vierten Platz, 0,13 Sekunden hinter den drittplatzierten Schwedinnen. Über 100 Meter Schmetterling siegte Mac Neil mit neuem Weltrekord 54,05 Sekunden, sie hatte im Ziel 0,7 Sekunden Vorsprung vor der zweitplatzierten Torri Huske. Zum Abschluss der Wettbewerbe gewann die 4-mal-100-Meter-Lagenstaffel Bronze. Mac Neil war auch Mitglied der 4-mal-50-Meter-Mixed-Lagenstaffel, die Bronze hinter den Staffeln aus den Vereinigten Staaten und aus Italien erkämpfte.

### 2023 mit den Panamerikanischen Spielen
2023 bei den Weltmeisterschaften in Fukuoka belegte die kanadische 4-mal-100-Meter-Freistilstaffel den siebten Platz. Über 100 Meter Schmetterling wurde Mac Neal Zweite hinter der Chinesin Zhang Yufei und vor Torri Huske. Die kanadische Lagenstaffel mit Kylie Masse, Sophie Angus, Margaret Mac Neil und Summer McIntosh erkämpfte die Bronzemedaille hinter der US-Staffel und den Australierinnen. Die 4-mal-100-Meter-Mixed-Lagenstaffel schlug als Sechste an. Die 4-mal-100-Meter-Mixed-Freistilstaffel hatte als Vierte über eine Sekunde Rückstand auf die Medaillenränge.
Im Oktober 2023 fanden die Panamerikanischen Spiele in Santiago statt. Margaret Mac Neil siegte in den Einzelwettbewerben über 50 Meter Freistil, 100 Meter Freistil und über 100 Meter Schmetterling. Zudem gewann sie mit der 4-mal-100-Meter-Freistilstaffel und mit der Lagenstaffel. Hinzu kam Silber mit der Mixed-Lagenstaffel und Bronze mit der Mixed-Freistilstaffel.

### 2024 mit der zweiten Olympiateilnahme
Bei den Olympischen Spielen in Paris erreichte die 4-mal-100-Meter-Freistilstaffel mit Margaret Mac Neil, Taylor Ruck, Summer McIntosh und Penny Oleksiak als Vierte das Ziel mit über zweieinhalb Sekunden Rückstand auf die Medaillenränge. Über 100 Meter Schmetterling hatte Mac Neil als Fünfte 0,23 Sekunden Rückstand auf die Drittplatzierte. Die Lagenstaffel mit Kylie Masse, Sophie Angus, Margaret Mac Neil und Summer McIntosh hatte als Vierte 0,68 Sekunden Rückstand auf Bronze. Die 4-mal-100-Meter-Mixed-Lagenstaffel erreichte den fünften Platz in der Besetzung Kylie Masse, Finlay Knox, Joshua Liendo und Margaret Mac Neil, wobei Mac Neil als einzige aus dem kanadischen Team sowohl im Vorlauf als auch im Finale eingesetzt wurde.